# Adrian R'Mante
Adrian R'Mante, född 3 februari 1978 i Tampa, Florida, är en amerikansk skådespelare. Han är mest känd för sin roll som Esteban i Zack och Codys ljuva hotelliv (engelska: The Suite Life of Zack and Cody).

## Filmografi
- Moesha (1 avsnitt, 1999)
- Profiler (1 avsnitt, 1999)
- The Wayans Bros. (2 avsnitt, 1999)
- Artie (2000)
- The Huntress (1 avsnitt, 2000)
- Battery Park (2 avsnitt, 2000)
- All or Nothing (2002)
- S1m0ne (2002)
- Madison Heights (2 avsnitt, 2002)
- The Diplomat (2002)
- Graduation Night (2002)
- Frasier (1 avsnitt, 2003)
- Truth and Dare (2003)
- Summerland (2 avsnitt, 2004)
- The Suite Life of Zack & Cody (44 avsnitt, 2005-2008)
- JAG (1 avsnitt, 2005)
- Alias (1 avsnitt, 2005)
- CSI: Crime Scene Investigation (2 avsnitt, 2006-2007)
- CSI: NY (1 avsnitt, 2007)
- 24 (1 episode, 2007)